# Xavier Loyá
Xavier Loyá (Ciudad de México, 31 de diciembre de 1934-Ciudad de México, 22 de septiembre de 2020) fue un actor mexicano. 

## Biografía y carrera
Actuó en películas como: La sombra del caudillo, Guadalajara en verano, Juventud desenfrenada, y El ángel exterminador.
También compartió escena con la actriz Marilyn Monroe a finales de la década de los 50 en el Actor’s Studio de Nueva York y la acompañó en su visita a México en febrero de 1962. Debutó en la película Huellas del pasado en 1950 con la actriz Libertad Lamarque y un año después trabajó con el legendario Luis Buñuel, con Ultramar Filmes, una compañía europea, en La hija del engaño, al lado de Fernando Soler y Rubén Rojo y en Una mujer sin amor, junto a Joaquín Cordero.
Cabe mencionar que el novillero “El Güero Hernández” se casó con la hermana del papá de Agustín Lara, doña Ambrosia Lara, de cuya unión nació el actor y su hermano Armando.

## Filmografía
- 2017 Boy Undone ... El Licenciado
- 2007 Gangas de la mafia (Video) ... Lic. Robles
- 2007 The Wailer 2 (Video) ... Father Augusto (como Xavier Hernández Loya)
- 1997 Detectives con sotanas (Video) ... Gonzalo (como Javier Loya)
- 1996 Los matones de mi pueblo (Video)
- 1995 De la peor ralea (Video)
- 1991 Dueña de la noche
- 1982 Toña, nacida virgen
- 1980 Las cabareteras
- 1974 Hermanos de sangre
- 1972 Jesús, María y José ... Andrés
- 1971 Jesús, nuestro Señor ... Andrés
- 1970 Capulina 'Speedy' González: 'El Rápido ... Timothy
- 1970 Juan el desalmado ... El Suavecito
- 1970 Faltas a la moral ... Joven en delegación (como Javier Loya)
- 1968 Un toro me llama
- 1966 El derecho de nacer ... Osvaldo
- 1965 Nido de águilas ... Novio de Carmen
- 1965 Raíces en el infierno
- 1965 Guadalajara en verano ... Javier
- 1963 Cuando los hijos se pierden ... Federico (como Javier Loya)
- 1962 Codicia (TV Series)
- - Episode #1.14 (1962)
- - Episode #1.12 (1962)
- - Episode #1.13 (1962)
- - Episode #1.11 (1962)
- - Episode #1.10 (1962)
- Show all 14 episodes
- 1962 Santo vs. the Vampire Women ... Jorge - Diana's fiance (as Javier Loya)
- 1962 The Rage ... Carlos the cashier
- 1962 El ángel exterminador ... Francisco Ávila (como Xavier Loya)
- 1961 The Happy Musketeers ... Príncipe Eugenio
- 1961 Dios sabrá juzgarnos
- 1961 Muñecos infernales ... Juan
- 1960 ¡Yo sabía demasiado! ... Eduardo Garcilazo
- 1960 Peligros de juventud ... Andrés
- 1960 La sombra del Caudillo ... Reportero
- 1956 Juventud desenfrenada ... Ricardo (como Javier Loya)
- 1952 Una mujer sin amor ... Miguel Montero (como Javier Loya)
- 1951 La hija del engaño ... Jugador Joven (como Javier Loya)
- 1950 Huellas del pasado ... Raúl, adulto